# Mukabingo (vattendrag i Ruyigi)
Mukabingo är ett vattendrag i Burundi.   Det ligger i provinsen Ruyigi, i den centrala delen av landet, 100 km öster om huvudstaden Bujumbura.
I omgivningarna runt Mukabingo växer huvudsakligen savannskog. Runt Mukabingo är det ganska tätbefolkat, med 144 invånare per kvadratkilometer.